# Hydrotaea tanzaniae
Hydrotaea tanzaniae este o specie de muște din genul Hydrotaea, familia Muscidae, descrisă de Zielke în anul 1971.
Este endemică în Tanzania. Conform Catalogue of Life specia Hydrotaea tanzaniae nu are subspecii cunoscute.